# Roberto Marchetti
Roberto Marchetti (Candia Lomellina, 12 giugno 1930 – Milano, 1995) è stato un biologo italiano, attivo nel campo della idrobiologia applicata.

## Biografia
Roberto Marchetti nasce a Candia Lomellina il 12 giugno 1930. Laureato nel 1956 in Scienze Biologiche a Pavia, nel 1957 diventa assistente presso l'Istituto di Zoologia. Nel 1963 ottiene l'abilitazione alla libera docenza in Idrobiologia. Dal 1963 al 1966 è incaricato di
Zoologia per Scienze Geologiche. Dal 1966 al 1976 è incaricato di Zoologia Generale per Agraria. Nel 1976 vince la Cattedra di Ecologia della Facoltà di Scienze di Milano. Dal 1970 al 31 ottobre 1994 è Responsabile del Reparto di Idrobiologia Applicata dell'Istituto di Ricerca sulle Acque del CNR. Muore a Milano nel 1995 all'età di 65 anni.
Ricercatore e ordinario di Ecologia del Dipartimento di Scienze Ambientali dell'Università di Milano, dal 1970 al 1994 ha guidato le attività del Reparto Sperimentale di Idrobiologia Applicata dell'IRSA-CNR (Istituto di Ricerca Sulle Acque del Consiglio Nazionale delle Ricerche), ha riguardato i diversi aspetti del settore della protezione delle risorse idriche, ha contribuito alla formazione di più di una generazione di ecologi ed ha favorito il diffondersi di una coscienza ambientale in Italia.
In quasi 40 anni di ricerca Marchetti si è occupato della conservazione delle risorse ambientali con specifico riferimento alle comunità degli organismi acquatici. In questo settore ha sviluppato studi di biologia, fisiologia e tossicologia degli animali acquatici, indagini conoscitive ad ampio raggio per la caratterizzazione della qualità di numerosi ambienti fluviali e lacustri e l'individuazione dei fattori trofici e tossici.
L'attività scientifica è documentata da oltre 200 pubblicazioni, di cui molte assolutamente originali nei contenuti e nella forma, due libri nonché tutta una serie di contributi in libri di raccolte di studi sulla qualità delle acque europee.
Roberto Marchetti ha svolto un'intensa attività di consulente tecnico per vari Enti pubblici internazionali, quali FAO (Food and Agricolture Organization-ONU), OCDE (Organization for Economic Co-operation and Development), UNESCO (United Nations Educational, Scientific and Cultural Organization), CEE (Comunità Economica Europea), e nazionali quali i Ministeri della Sanità, dei Lavori Pubblici, dell'Industria, dell'Ambiente e della Marina Mercantile.
Durante gli anni della sua attività ha ricevuto riconoscimenti da vari Enti per la sua produzione scientifica e per l'impegno posto nella difesa dell'ambiente. Tra questi possono essere citati il Premio Marco de Marchi dell'Istituto Italiano di Idrobiologia nel 1958, il Premio G. B. Grassi, dell'Accademia Nazionale dei Lincei nel 1975, il Premio internazionale Cervia-Ambiente nel 1979, il Premio Provincia di Pavia per l'Ambiente dell'Amministrazione Provinciale di Pavia nel 1984.
L'ecologia a Milano, all'Università e al CNR-Istituto di Ricerca Sulle Acque, è nata con lui e sotto la sua guida è cresciuta, articolandosi in settori d'avanguardia e di estrema utilità sul piano della prevenzione e della gestione delle problematiche ambientali che man mano andavano crescendo. Per primo ha, infatti, intuito l'importanza di utilizzare le componenti biologiche degli ecosistemi come indicatori dello stato di salute delle acque, avviando in Italia quegli studi di tossicologia sui pesci che hanno costituito le basi dell'ecotossicologia acquatica.
Al suo gruppo di ricerca si devono contributi sostanziali alla protezione e gestione delle risorse idriche nazionali. Il gruppo ha inoltre formulato nei primi anni settanta i criteri scientifici che sono stati alla base della prima legge di tutela delle acque dall'inquinamento (la cosiddetta “Legge Merli”) che probabilmente, per l'epoca a cui si riferisce (1975), rappresentava una delle leggi più avanzate in Europa. Riguardo alle problematiche dell'eutrofizzazione, Marchetti e il suo gruppo hanno introdotto una metodologia per la valutazione quantitativa delle sorgenti di fosforo nelle acque applicabile a sistemi previsionali per stabilire i tempi e le modalità di recupero degli ambienti compromessi. Questa metodologia è stata applicata estensivamente sia ai laghi sia alle acque costiere adriatiche con implicazioni anche di tipo normativo, quale è stata quella della limitazione del contenuto di fosforo nei detersivi.
Marchetti ha dedicato ampio spazio alle ricerche sugli ambienti lotici, con particolare riguardo al Fiume Po, di cui per primo ha saputo tracciare già negli anni settanta un quadro d'insieme, ripetuto solo ed in parte vent'anni più tardi. Gli studi sullo stato ecologico delle acque da lui avviati iniziavano a prendere una direzione basata più sulle risposte “biologiche” che su quelle chimiche già negli anni sessanta. Questi studi hanno trovato una loro completa applicazione in Italia e in Europa, secondo quanto da lui anticipato, solo un lustro dopo la sua scomparsa ed ancora oggi costituiscono oggetto di ricerca per la loro applicazione.

### I contributi allo sviluppo dell'ecotossicologia
Il termine ecotossicologia, coniato da Truhaut nel 1969, è stato derivato dalle parole "ecologia" e "tossicologia". Se fino a quel punto, gli studi tossicologici si sono riferiti principalmente agli effetti nocivi dei veleni sull'uomo, l'ecotossicologia considera anche gli effetti dei prodotti chimici negli ecosistemi, evoluzione necessaria per la valutazione del rischio chimico che nel secondo dopo-guerra si percepisce anche a livello ambientale e non solo all'interno delle fabbriche dove i prodotti chimici sono sintetizzati e utilizzati.
All'inizio degli anni '70 Marchetti non vedeva con simpatia questo termine di derivazione anglosassone e continuò a definire il suo e nostro settore di studio “tossicologia acquatica”. Nonostante questa ritrosia, giustificata dal fatto che negli anni sessanta questa disciplina poteva essere considerata una derivazione della tossicologia classica finalizzata quasi esclusivamente alla protezione e al recupero degli ecosistemi acquatici, Marchetti va considerato un pioniere e un padre fondatore dell'ecotossicologia italiana.
A riprova di questa affermazione basti citare il suo libro “Biologia e Tossicologia delle Acque Usate” pubblicato da ET/AS-Editrice Tecnica Artistica Scientifica nel 1962, in cui sono poste le basi delle metodologie di sperimentazione per la conduzione di saggi di tossicità su organismi acquatici. Dalla lettura di questo testo si evince come l'Autore seppe mettere a frutto la sua preparazione di biologo per determinare il ruolo delle condizioni chimico-fisiche sulla risposta fisiologica degli organismi e proporre metodologie originali per la valutazione di effetti acuti, sub-acuti e cronici. La trattazione dei risultati, le basi statistiche per la loro elaborazione sono trattate in modo assolutamente rigoroso utilizzando modelli sperimentali che sono
ancora in uso in questo settore. È incredibile come in un'epoca in cui la diffusione delle informazioni scientifiche era senz'altro più lenta rispetto ai giorni nostri, Marchetti seppe sapientemente raccogliere il meglio della sperimentazione internazionale sintetizzandola in un'opera che, come scrisse il Prof. Silvio Ranzi nella prefazione, rappresentava una messa a punto mai tentata prima né in Italia né all'estero. Del resto le 56 pagine di bibliografia riportate nel testo documentano il grado di preparazione e di approfondimento che Marchetti raggiunse in questo argomento nei soli due anni in cui arrivò alla stesura del libro.
Questo patrimonio di conoscenze fu eredità fondante delle attività del Reparto di Idrobiologia Applicata dell'Istituto di Ricerca sulle Acque del CNR, da lui diretto dal 1970 al 1994, alla cui scuola e a quella del suo brillante discepolo Davide Calamari furono formate generazioni di ecotossicologi.
Dal 1976 il saggio di tossicità con pesci diventò parte integrante della normativa italiana per la determinazione dell'accettabilità degli scarichi nei corpi idrici superficiali, una tappa fondamentale sulla strada del riconoscimento del ruolo dei saggi biologici per la tutela delle acque. Nella prefazione al suo libro Marchetti scriveva: “Torna pertanto qui più che a proposito l'inserimento del biologo, il quale occupa un posto chiave nella operazione preconizzata di studio preliminare della situazione, come tappa prima per ogni confacente soluzione. La chimica più volte ha dichiarato le sue limitazioni di fronte alla questione; quella branca della ingegneria che se ne occupa è nella posizione del terapeuta che attende la diagnosi; l'igienista è orientato troppo settorialmente per poter valutare le cose nel loro insieme; il biologo, invece, con i suoi tests, i suoi criteri di accettabilità di valore assai ampio, e il più delle volte universale, con lo studio delle biocenosi e dei loro molteplici aspetti, è quindi l'unico che possa offrire un valido contributo a questo tipo d'indagini.”
L'intuizione della capacità diagnostica dei saggi biologici e la ricerca di soluzioni olistiche alle problematiche ambientali che permeano da molti anni l'ecologia applicata e l'ecotossicologia rappresentano per quegli anni una visione profetica. Un contributo rilevante alle applicazioni ecotossicologiche fu anche la definizione dei criteri di qualità per la vita acquatica di singole sostanze e di gruppi di sostanze o composti, che stanno alla base della definizione degli standard di qualità per l'accettabilità delle acque di scarico nei corpi idrici superficiali.
Certo, a più di quaranta anni di distanza dalle origini, lo sviluppo dell'ecotossicologia è stato enorme non solo sul fronte della misura degli effetti dei tossici ma anche nella direzione della previsione del loro destino ambientale. La modellistica ecotossicologica, facilitata dai progressi dell'informatica, ha permesso di prevedere la diffusione delle sostanze chimiche a livello globale e fornisce strumenti teorici in grado di calcolare con una discreta attendibilità le proprietà biologiche delle sostanze chimiche sulla base della struttura molecolare. Questi due aspetti complementari convergono delle procedure di valutazione del rischio chimico per gli ecosistemi che attualmente si concretizzano in protocolli standardizzati utilizzati anche a scopo normativo per la registrazione dei fitofarmaci e l'immissione di nuove molecole sul mercato.
Le discipline che negli anni '60 si presentavano a Marchetti così divise e quasi antagoniste si sono sempre più interconnesse, per sviluppare sistemi diagnostici e preventivi. L'originalità e il valore del lavoro di Marchetti rimane comunque esemplare: da lui abbiamo imparato che le metodologie sviluppate in laboratorio devono avere gli ecosistemi reali come palestra di verifica della loro validità. E che il dialogo tra discipline di base e applicate deve essere continuamente attivo se si vogliono sviluppare metodologie di laboratorio capaci di mettere in evidenza gli effetti più “sottili” dei tossici potenziali che agiscono sui sistemi omeostatici degli organismi e degli ecosistemi e se si vuole disporre di sistemi di controllo utili per il controllo della qualità
delle acque. Il Decreto legislativo per le acque (152/99) rappresenta un progresso importante nel l'uso di metodi biologici per il controllo non solo delle acque “usate” ma anche dei corpi idrici superficiali e delle acque sotterranee.
Lo scienziato Marchetti non si separò mai dalla sua vocazione di educatore non solo per chi ne era il diretto discepolo negli studi sperimentali condotti all'IRSA ma anche e soprattutto a livello accademico. Il capitolo sulla “Misura della Tossicità” scritto in collaborazione con Eros Bacci nel libro di Ecologia Applicata pubblicato per l'UTET nel 1993, di cui fu anche editore, rappresenta uno strumento didattico estremamente importante in cui vengono presentati in modo chiaro e scientificamente corretto i principi ormai maturi della disciplina ecotossicologica, dalle modalità di conduzione dei saggi di laboratorio al loro significato ecologico, dai modelli teorici previsionali ai metodi statistici di valutazione dei risultati.
Se dal punto di vista scientifico l'ecotossicologia del nuovo millennio si può ora considerare una scienza autonoma in continua espansione, come si può dedurre dalla diffusione e dal crescente prestigio delle riviste scientifiche internazionali specializzate in questo settore, anche nella didattica universitaria questa disciplina ha avuto notevoli riconoscimenti e in molti corsi di laurea è oggetto di insegnamenti monografici. Attualmente le sue applicazioni da parte degli organismi pubblici di controllo e dei laboratori privati è sempre più diffusa tanto da richiedere l'istituzione di corsi di aggiornamento per gli operatori del settore. Come spesso succede alle discipline in espansione, si sviluppano nuovi filoni di ricerca sia nella direzione della comprensione delle interazioni a livello molecolare tra agenti tossici e recettori biologici sia degli intricati meccanismi di regolazione degli ecosistemi.
La speranza è che il rigore e il realismo che hanno caratterizzato i primi passi percorsi da questa disciplina e il lavoro dei suoi pionieri, come J. Alabaster, R. Lloyd, J.B. Sprague, R. Marchetti e D. Calamari, non si perdano mai, pur nel difficile cammino della complessità in cui la ricerca ecologica si sta avventurando.

## Pubblicazioni scientifiche
Marina Mingazzini e Maria Teresa Palumbo, Istituto di Ricerca Sulle Acque-CNR, Brugherio
Le principali tematiche scientifiche affrontate nelle pubblicazioni edite dal 1955 riguardano: lo Stato di Qualità delle Acque, con oltre 70 lavori sulle Acque Interne ed oltre 50 sulle Acque Marine e Costiere; l'ecotossicologia, con particolare attenzione alla standardizzazione dei Metodi Biologici ed allo studio della circolazione degli inquinanti negli ecosistemi acquatici, con oltre 70 pubblicazioni; i Criteri di Qualità delle Acque, finalizzati alla pianificazione di normative in grado di tutelare gli ecosistemi acquatici interni e marini dall'inquinamento, con circa 30 pubblicazioni riportate in elenco.
– La qualità delle acque del Po : quadro di insieme | Istituto di ricerca sulle acque ; cura di R. Marchetti, L. Garibaldi e G. Zambon. Consiglio nazionale delle ricerche, Quaderni Irsa 21, 345 pp. [1977]